# 東羽衣駅
東羽衣駅（ひがしはごろもえき）は、大阪府高石市東羽衣一丁目にある、西日本旅客鉄道（JR西日本）阪和線東羽衣支線（案内上の路線名は「羽衣線」）の駅である。

## 概要
阪和線は2015年以降路線記号と駅ナンバリングが導入されたが、当駅はいずれも対象外となっている。また、駅名標や案内表示に阪和線のラインカラーであるオレンジも使用されていない。

### 接続する鉄道路線
以下の路線と徒歩連絡している。
- 南海電気鉄道 - 羽衣駅
  - 南海本線
  - 高師浜線

## 歴史
- 1929年（昭和4年）7月18日：阪和電気鉄道支線開業と同時に、その終点である阪和浜寺駅（はんわはまでらえき）として開業[1]。
- 1940年（昭和15年）12月1日：南海鉄道への吸収合併により、南海山手線の駅となる[1]。
- 1941年（昭和16年）8月1日：山手羽衣駅（やまのてはごろもえき）に改称[2]。
- 1944年（昭和19年）5月1日：南海山手線が戦時買収により国有化され、運輸通信省（後の日本国有鉄道）阪和線の駅となる[1]。同時に東羽衣駅に改称[3]。
- 1972年（昭和47年）4月1日：荷物扱い廃止[3]。
- 1973年（昭和48年）8月31日：高架駅となる[4][5]。
- 1987年（昭和62年）4月1日：国鉄分割民営化により、西日本旅客鉄道（JR西日本）の駅となる[1][3]。
- 1992年（平成4年）11月1日：みどりの窓口営業開始。
- 1998年（平成10年）5月27日：自動改札機を設置し、供用開始[6]。
- 2003年（平成15年）11月1日：ICカード「ICOCA」の利用が可能となる。
- 2016年（平成28年）12月24日：4両編成対応およびバリアフリー工事に伴い南側降車専用ホームの供用が終了、閉鎖される。
- 2018年（平成30年）
  - 3月17日：羽衣線の4両運転開始に伴い、北側乗降ホームの有効長を1両分延長し供用を開始。
  - 3月31日：この日をもってみどりの窓口が営業を終了[7]。
  - 4月1日：みどりの券売機プラスの使用を開始[7]。
- 2019年（令和元年）8月24日：2階部分に当駅と羽衣駅とを結ぶ通路が完成[8]。公募で決まった愛称は「天女のこみち」[8]。

かつて、阪和電気鉄道の駅だった時代には浜寺海岸への海水浴客でにぎわい、南海鉄道との競争も繰り広げられた。阪和電気鉄道#浜寺海岸の抗争も参照。

## 駅構造
1面1線の高架駅である。入口より少し上がった中2階部分に改札口がある。以前は線路の両側にホームがあり、北側が乗車用、南側が降車用と分かれていたが、4両対応改築の際に南側のホームは使用中止となり閉鎖された。
直営駅（鳳駅の被管理駅）である。みどりの窓口は2018年3月31日をもって閉鎖された。ICカード「ICOCA」を利用することができる（相互利用可能ICカードはICOCAの項を参照）。
ホーム - 改札階ならびに羽衣駅方面通路 - 改札階 - 地上を結ぶエレベーターが設置されている。

### のりば
| のりば | 路線     | 方向     | 行先   | 備考               |
| ------ | -------- | -------- | ------ | ------------------ |
|        | ■ 羽衣線 | ■ 羽衣線 | 鳳方面 | 鳳駅で上下線と接続 |

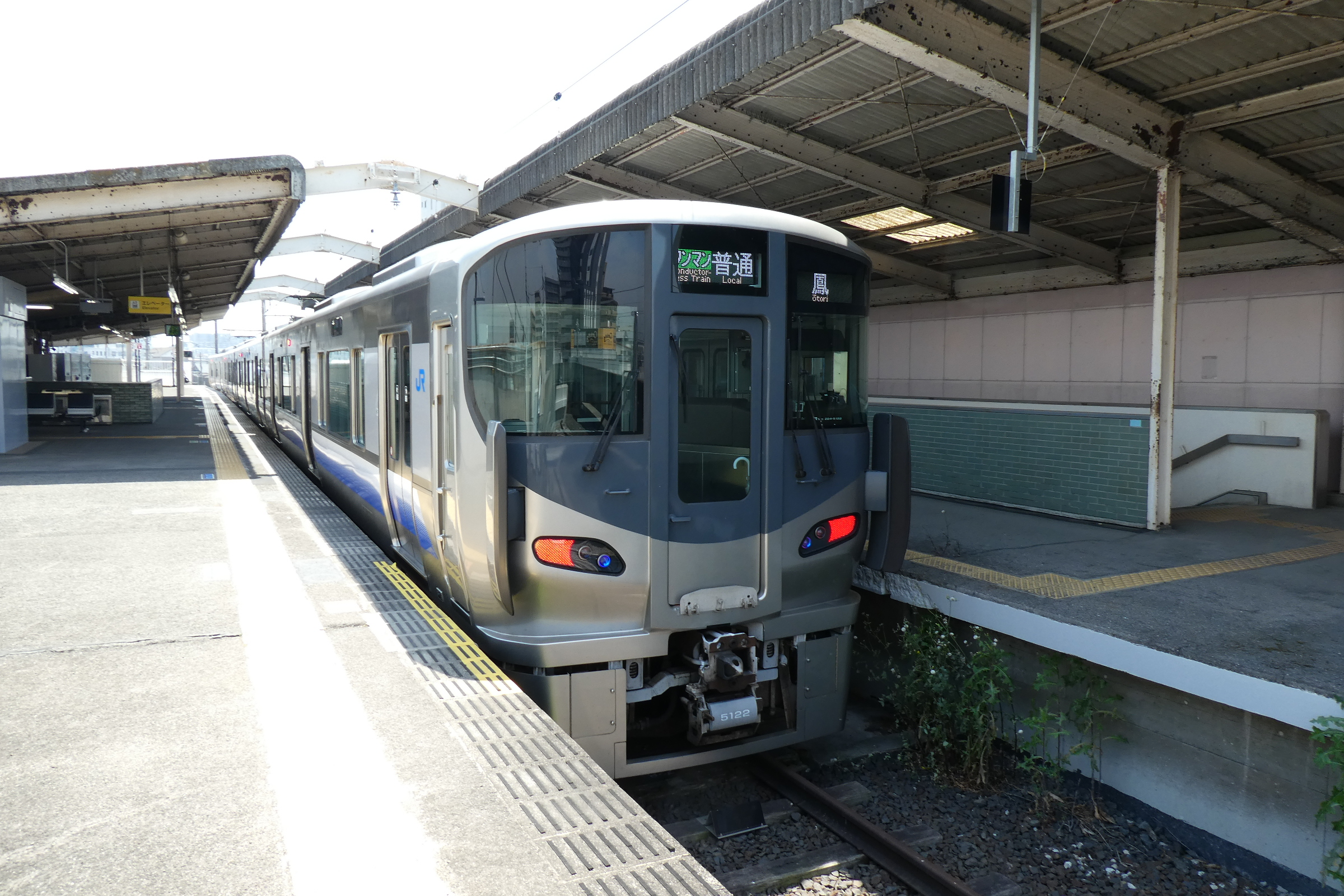
プラットホーム。右側はかつての降車ホームであり現在は閉鎖されている。（2019年5月）
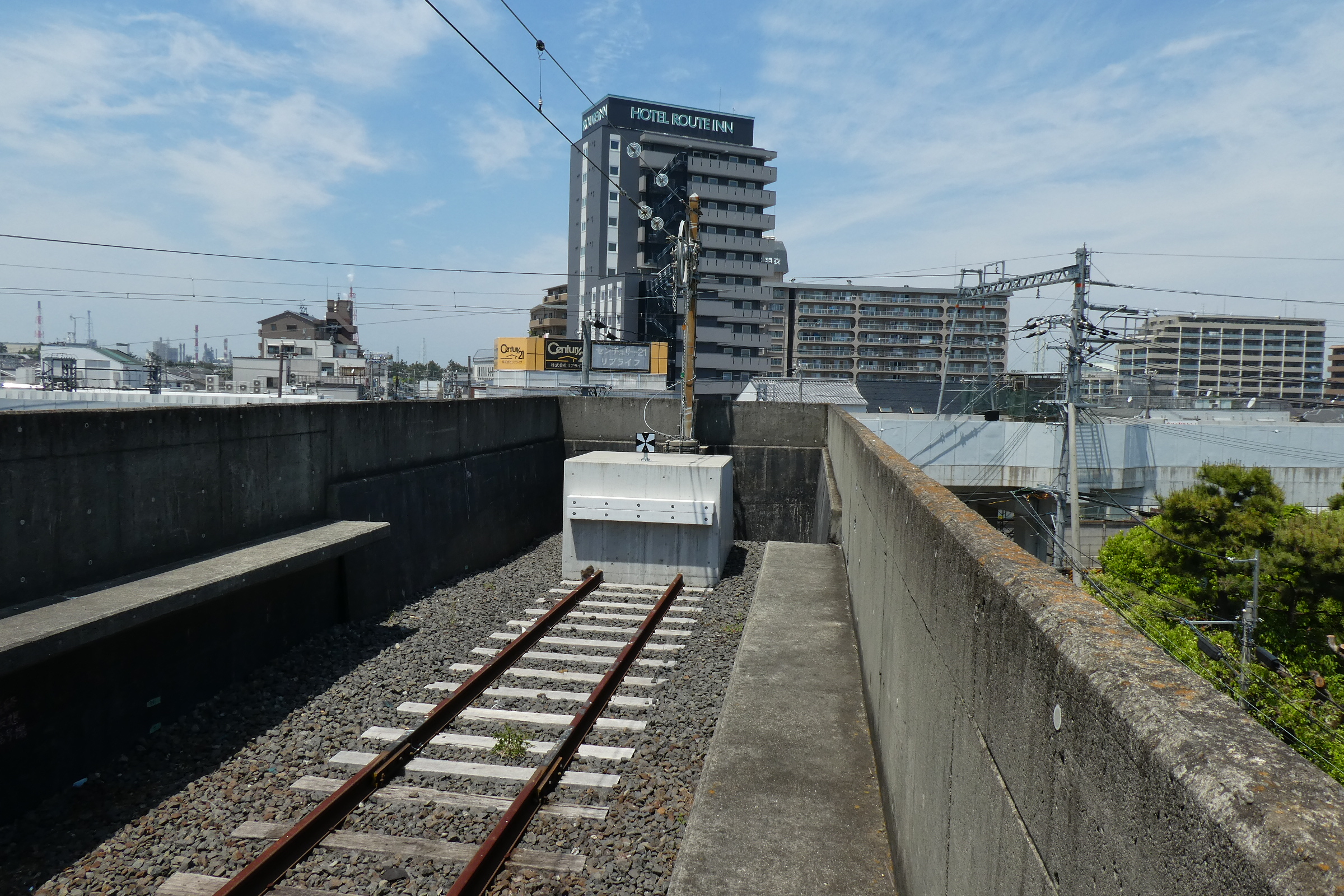
末端部（2019年5月）
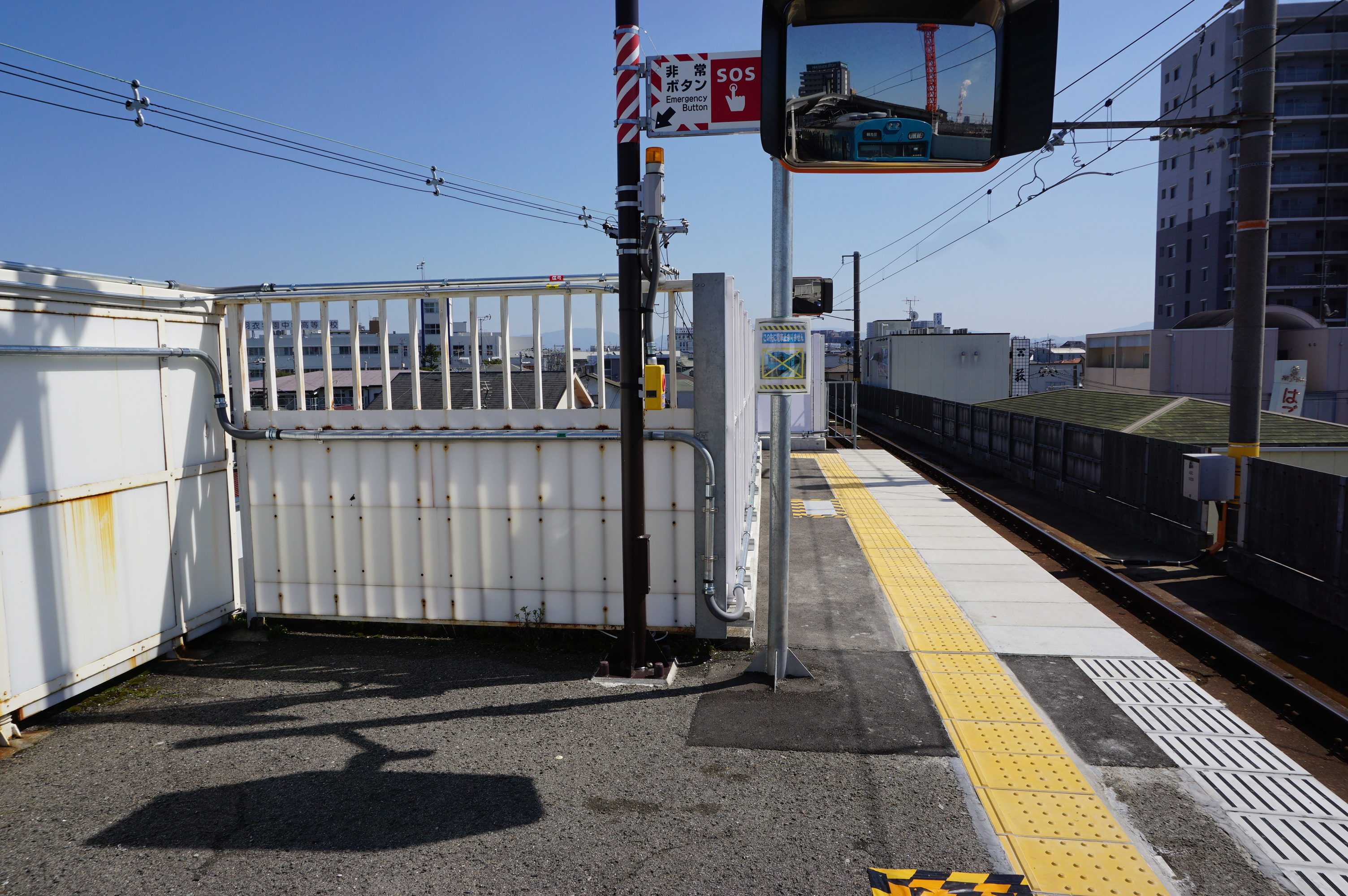
4両編成対応のためにホームを延伸した部分（2018年3月）
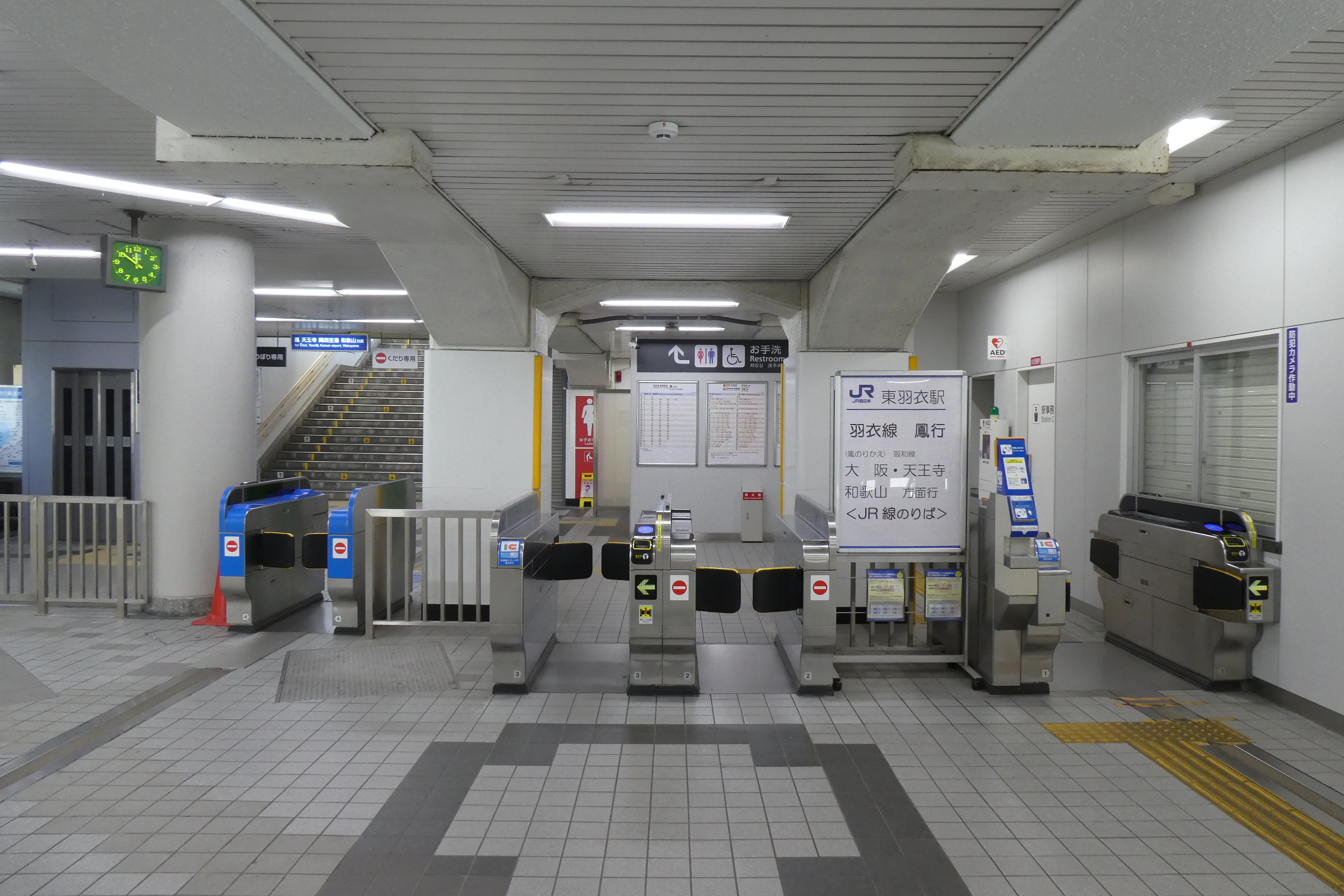
改札（2019年5月）

## 利用状況
2023年（令和5年）度の一日平均乗車人員は5,211人である。
近辺にある羽衣学園中学校・高等学校や清風南海中学校・高等学校などの通学客で朝は大いに賑わう（ただし、清風南海中・高については、公式にはこの駅を最寄り駅とはしていない）。また普通運賃に比して定期運賃が割安になることから、すぐそばにある南海本線の羽衣駅からの乗り継ぎ客も多い。
各年度の1日の平均乗車人員は以下の通りである。
| 年度               | 1日平均 乗車人員 | 出典          |
| ------------------ | ---------------- | ------------- |
| 1988年（昭和63年） | 8,453            | [ 大阪府 1 ]  |
| 1989年（平成元年） | 8,327            | [ 大阪府 1 ]  |
| 1990年（平成02年） | 8,340            | [ 大阪府 2 ]  |
| 1991年（平成03年） | 8,534            | [ 大阪府 3 ]  |
| 1992年（平成04年） | 8,330            | [ 大阪府 4 ]  |
| 1993年（平成05年） | 8,301            | [ 大阪府 5 ]  |
| 1994年（平成06年） | 8,049            | [ 大阪府 6 ]  |
| 1995年（平成07年） | 7,783            | [ 大阪府 7 ]  |
| 1996年（平成08年） | 7,526            | [ 大阪府 8 ]  |
| 1997年（平成09年） | 7,149            | [ 大阪府 9 ]  |
| 1998年（平成10年） | 6,873            | [ 大阪府 10 ] |
| 1999年（平成11年） | 6,382            | [ 大阪府 11 ] |
| 2000年（平成12年） | 5,998            | [ 大阪府 12 ] |
| 2001年（平成13年） | 5,735            | [ 大阪府 13 ] |
| 2002年（平成14年） | 5,511            | [ 大阪府 14 ] |
| 2003年（平成15年） | 5,353            | [ 大阪府 15 ] |
| 2004年（平成16年） | 5,222            | [ 大阪府 16 ] |
| 2005年（平成17年） | 5,173            | [ 大阪府 17 ] |
| 2006年（平成18年） | 4,992            | [ 大阪府 18 ] |
| 2007年（平成19年） | 4,906            | [ 大阪府 19 ] |
| 2008年（平成20年） | 4,958            | [ 大阪府 20 ] |
| 2009年（平成21年） | 4,797            | [ 大阪府 21 ] |
| 2010年（平成22年） | 4,805            | [ 大阪府 22 ] |
| 2011年（平成23年） | 4,702            | [ 大阪府 23 ] |
| 2012年（平成24年） | 4,786            | [ 大阪府 24 ] |
| 2013年（平成25年） | 4,954            | [ 大阪府 25 ] |
| 2014年（平成26年） | 4,999            | [ 大阪府 26 ] |
| 2015年（平成27年） | 5,123            | [ 大阪府 27 ] |
| 2016年（平成28年） | 5,200            | [ 大阪府 28 ] |
| 2017年（平成29年） | 5,191            | [ 大阪府 29 ] |
| 2018年（平成30年） | 5,226            | [ 大阪府 30 ] |
| 2019年（令和元年） | 5,281            | [ 大阪府 31 ] |
| 2020年（令和02年） | 4,417            | [ 大阪府 32 ] |
| 2021年（令和03年） | 4,700            | [ 大阪府 33 ] |
| 2022年（令和04年） | 5,018            | [ 大阪府 34 ] |
| 2023年（令和05年） | 5,211            | [ 大阪府 35 ] |

## 駅周辺
- 南海電気鉄道 羽衣駅
- 浜寺公園
- 大阪国際ユースホステル
- ホテルルートイン大阪高石-羽衣駅前-
- 浜寺郵便局
- 羽衣国際大学
- 羽衣学園中学校・高等学校
- 近畿コンピュータ電子専門学校
- 大阪航空専門学校
- 堺市立浜寺南中学校

## 隣の駅
西日本旅客鉄道（JR西日本）
■ 羽衣線（阪和線支線）
鳳駅 - 東羽衣駅

### 記事本文

### 利用状況
1. ↑  大阪府統計年鑑 - 大阪府

大阪府統計年鑑
1. 1 2  大阪府統計年鑑（平成2年） (PDF)
2. ↑  大阪府統計年鑑（平成3年） (PDF)
3. ↑  大阪府統計年鑑（平成4年） (PDF)
4. ↑  大阪府統計年鑑（平成5年） (PDF)
5. ↑  大阪府統計年鑑（平成6年） (PDF)
6. ↑  大阪府統計年鑑（平成7年） (PDF)
7. ↑  大阪府統計年鑑（平成8年） (PDF)
8. ↑  大阪府統計年鑑（平成9年） (PDF)
9. ↑  大阪府統計年鑑（平成10年） (PDF)
10. ↑  大阪府統計年鑑（平成11年） (PDF)
11. ↑  大阪府統計年鑑（平成12年） (PDF)
12. ↑  大阪府統計年鑑（平成13年） (PDF)
13. ↑  大阪府統計年鑑（平成14年） (PDF)
14. ↑  大阪府統計年鑑（平成15年） (PDF)
15. ↑  大阪府統計年鑑（平成16年） (PDF)
16. ↑  大阪府統計年鑑（平成17年） (PDF)
17. ↑  大阪府統計年鑑（平成18年） (PDF)
18. ↑  大阪府統計年鑑（平成19年） (PDF)
19. ↑  大阪府統計年鑑（平成20年） (PDF)
20. ↑  大阪府統計年鑑（平成21年） (PDF)
21. ↑  大阪府統計年鑑（平成22年） (PDF)
22. ↑  大阪府統計年鑑（平成23年） (PDF)
23. ↑  大阪府統計年鑑（平成24年） (PDF)
24. ↑  大阪府統計年鑑（平成25年） (PDF)
25. ↑  大阪府統計年鑑（平成26年） (PDF)
26. ↑  大阪府統計年鑑（平成27年） (PDF)
27. ↑  大阪府統計年鑑（平成28年） (PDF)
28. ↑  大阪府統計年鑑（平成29年） (PDF)
29. ↑  大阪府統計年鑑（平成30年） (PDF)
30. ↑  大阪府統計年鑑（令和元年） (PDF)
31. ↑  大阪府統計年鑑（令和2年） (PDF)
32. ↑  大阪府統計年鑑（令和3年） (PDF)
33. ↑  大阪府統計年鑑（令和4年） (PDF)
34. ↑  大阪府統計年鑑（令和5年） (PDF)
35. ↑  大阪府統計年鑑（令和6年） (PDF)